# Oded Machnes
Oded Machnes (hebr. ‏עודד מכנס‎; ur. 8 czerwca 1956 w Netanji) – izraelski piłkarz grający na pozycji napastnika.

## Kariera
Wychowanek Maccabi Netanja. W tym klubie występował w latach 1972–1988. W międzyczasie przebywał na wypożyczeniach w klubach: Maccabi Petach Tikwa (dwukrotnie), Maccabi Tel Awiw i Hapoel Hadera. W 1988 roku odszedł do Hapoelu Tyberia. Karierę zakończył w 1990 roku w Hapoelu Cafririm Holon.
W reprezentacji Izraela zadebiutował 28 maja 1974 w wygranym 2:1 meczu przeciwko Australii. W 1976 roku wystąpił na igrzyskach olimpijskich w Montrealu.